# النطق البريطاني

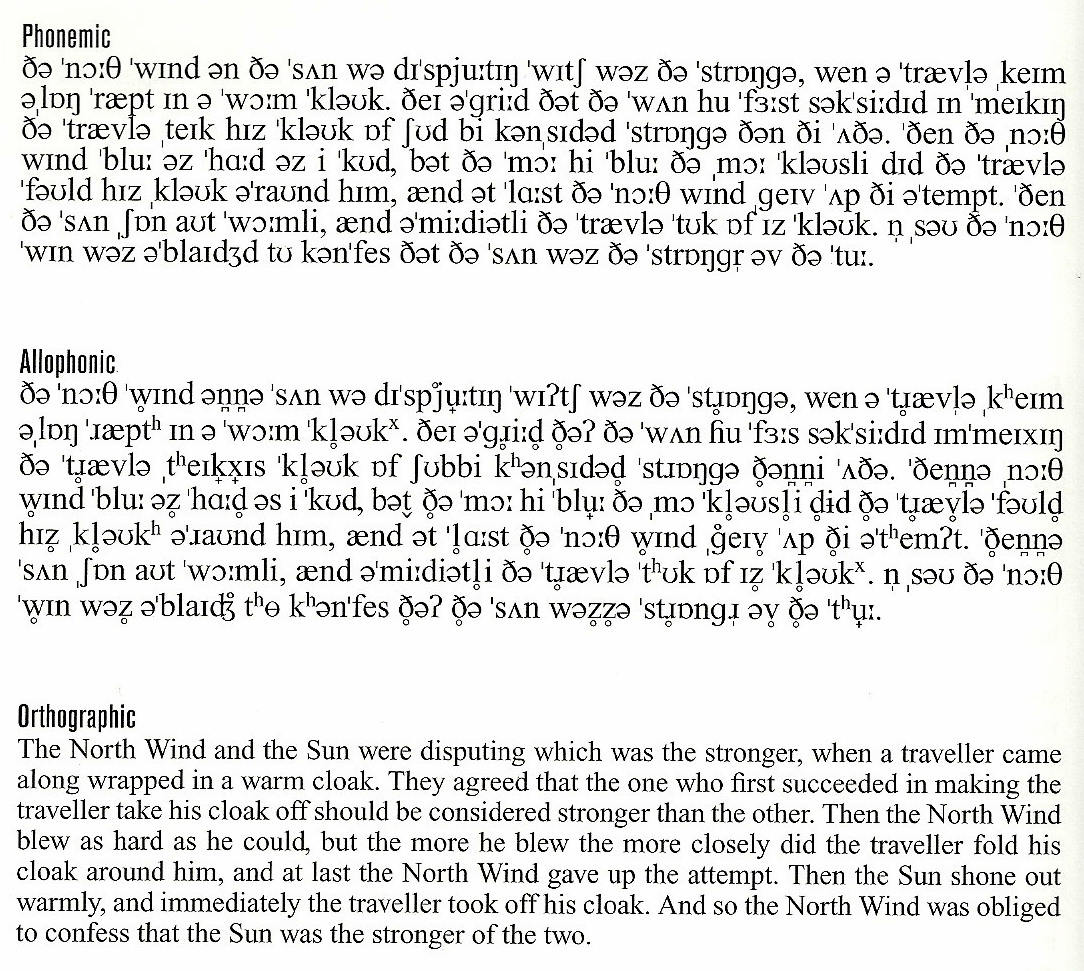
النسخ الصوتية للتسجيل الصوتي

النطق البريطاني (بالإنجليزية: Received Pronunciation)‏ (غالبًا ما يشار إليه بـ RP)، أيضًا إنجليزية الملكة أو إنجليزية أوكسفورد هي اللكنة التي تُعتبر تقليديًا معيارًا للغة الإنجليزية البريطانية. لأكثر من قرن من الزمان كان هناك جدال حول قضايا مثل تعريف طبيعة النطق البريطاني، سواء على صعيد الحيز الجغرافي، وكم عدد المتحدثين، وما إذا كانت الأنواع الفرعية موجودة، ومدى ملاءمة اختيار هذه اللكنة كمعيار وكيف تغيرت مع مرور الوقت. النطق البريطاني هو لكنة، لذا فإن دراسته معنية فقط بمسائل النطق؛ لم يتم النظر في المجالات الأخرى ذات الصلة بدراسة معايير اللغة مثل المفردات والقواعد والأسلوب.

## روابط خارجية
- صفحة بي بي سي حول النطق البريطاني كما يتحدث بها الطبقات العليا في اللغة الإنجليزية
- يبدوا مألوفا؟ – استمع إلى أمثلة النطق التي تم تلقيها على موقع «أصوات مألوفة» بالمكتبة البريطانية
- "Hover & Hear" RP وقارنها بلهجات أخرى من المملكة المتحدة وحول العالم.
- ماذا حدث للنطق البريطاني؟ - مقال بقلم عازف النطق جون ك. ولز حول النطق المستلم